# Pantabangan
Pantabangan é um município de  primeira classe de renda municipal (d) na província Nova Ecija, nas Filipinas. De acordo com o censo de 1 de maio  de  2020 possui uma população de 31 763 pessoas e 7 213 domicílios.